# محسن نیسانی
محسن نیسانی ( زاده ۲۴ مرداد ۱۳۶۱) یک بازیکن فوتبال اهل ایران است.